# Sukhoj Su-57
Sukhoj Su-57 (russisk: Сухой Су-57, NATO-rapporteringsnavn: Felon) er et femtegenerations russisk to-motoret kampfly med stealth-egenskaber.
Flyet er udviklet på grundlag af Ruslands luftvåbens program for udvikling af et femte-generations jagerfly. Programmet har betegnelsen PAK FA (russisk: ПАК ФА, russisk: Перспективный авиационный комплекс фронтовой авиации, Perspektivny Aviatsionny Kompleks Frontovoy Aviatsii, ("Fremtidigt Luftbårent Kompleks for Frontlinje Flyvning"). Sukhojs interne navn for flyet er T-50, og det blev indtil tildelingen af navnet Su-57 benævnt Sukhoj T50 PAK-FA. Su-57 er det første kampfly i det russiske luftvåben, der benytter sig af stealth-teknologi.
Prototypen foretog sin første officielle flyvning den 29. januar 2010 og var oprindeligt forventet at skulle være operativt fra 2015, men tekniske problemer og forsinkelser forsinkede introduktionen af flyet.
Der var i 2013 bygget fem prototyper af flyet.
Flyet er udviklet af Sukhoj, der indgår i den russiske flygruppe United Aircraft Corporation (UAC). En variant af flyet, Sukhoj/HAL FGFA, blev forsøgt udviklet i samarbejde med det indiske luftvåben, men inderne trak sig fra projektet.
I slutningen af 2015 oplyste chefen for Ruslands luftvåben, at Su-57 forventes at indtræde i tjeneste i løbet af 2017. To Su-57'ere blev observeret ved den russiske luftbase Khemeimim i Syrien i februar 2018, hvor flyene indgik i en styrke sammen med fire Su-35'ere fire Su-25'ere og et fly af typen Beriev A-50. Tre dage senere ankom yderligere to Su57'ere til Syrien. Militærkorrespondenter gav udtryk for, at flyene havde løst deres opgaver i Syrien "excellent", og den 1. marts 2018 bekræftede den russiske forsvarsminister Sergej Sjojgu, at to Su-57'ere havde været to dage i Syrien ved luftbasen Khmejmim, hvor flyene havde udført en række tests, herunder tests under kamphandlinger, hvori de forskellige våbensystemer var blevet vurderet.
Pr. 2022 er der imidlertid fortsat alene leveret ganske få fly til det russiske luftvåben. Ifølge producenten, det statsejede United Aircraft Corporation, vil der blive leveret 24 fly til den russiske flåde i løbet af 2024 til russiske hangarskibe og frem til 2028 i alt 76 fly.

## Dimensioner og tekniske data
- Bruttovægt: 37.000 kg
- Normalvægt: 26.000 kg
- Nettovægt: 18.500 kg
- Længde: 22,00 meter
- Vingefang: 14,20 meter
- Højde: 6,05 meter
- Hastighed: Mach 2 (to gange lydens hastighed).
- Bombekapacitet: 7.500 kg

## Stealthegenskaber
Flyet er betegnet som havende stealthegenskaber, og er pr. november 2023 en af de blot fire kampklare femtegenerationsjagerfly, der pr. november 2023 er kampklare (de øvrige tre er kinesiske  Chengdu J-20 og amerikanske Lockheed Martins F-22 Raptor og F-35. Steathegenskaber er ikke et enten-eller, men kan være til stede i højere eller mindre grad. Su-57 anses at være det af de fire 5.generationsfly, der har den kraftigste radarsignatur, og derved det af flyene, med de "mindste" stealthegenskaber. 